# Шамановка (Одесская область)
Шамановка (укр. Шаманівка) — село, относится к Ивановскому району Одесской области Украины.
Население по переписи 2001 года составляло 116 человек. Почтовый индекс — 67243. Телефонный код — 4854. Занимает площадь 0,617 км². Код КОАТУУ — 5121883207.

## Местный совет
67243, Одесская обл., Ивановский р-н, с. Павлинка, ул. Первомайская, 16